# Cometa Encke
Cometa Encke sau Cometa lui Encke (desemnată oficial 2P/Encke) este o cometă periodică, (perioadă orbitală redusă - cca 3,3 ani), care a fost descoperită la data de 17 ianuarie 1786 de astronomul francez Pierre Méchain la Paris. Ea poartă numele astronomului german Johann Franz Encke care i-a determinat periodicitatea.
Cum indică denumirea sa oficială, cometa Encke este cea de-a doua cometă periodică descoperită după cometa lui Halley (1P/Halley). Ea este cea care posedă cea mai scurtă perioadă: 3,3 ani. La trecerile sale cele mai aproape de Soare, magnitudinea sa culminează la circa 5, prezentând un nucleu înconjurat de nebulozități și, în cel mai bun caz, de o coadă foarte scurtă.
Nucleul cometei Encke este de 4,8 kilometri.

## Istoric
Când a fost descoperită, în 1786, de Pierre Méchain, niciun calcul al orbitei sale nu a putut fi efectuat din cauza observațiilor insuficiente. Calcule ulterioare au arătat că ea trecuse cel mai aproape de Pământ la data de 23 ianuarie 1786, la 0,62 ua
Cometa a fost redescoperită la data de 7 noiembrie 1795 de Caroline Herschel, sora lui William Herschel, la Slough, în Anglia. Cometa a fost observată până la 29 noiembrie, cu o trecere cea mai aproape de Pământ, la data de 9 noiembrie, la 0,26 ua.
Jean-Louis Pons o redescoperă la data de 20 octombrie 1805 din Observatorul din Marsilia. A doua zi, cometa a fost găsită, în mod independent, de Johann Huth din Germania, iar în ziua următoare de Alexis Bouvard. Huth a menționat faptul că cometa era vizibilă cu ochiul liber, având un aspect similar celui al Galaxiei Andromeda. Cometa Encke a trecut, cel mai aproape de Pământ, la 16 octombrie, la 0,44 ua.
Jean-Louis Pons o redescoperă, la 27 noiembrie 1818, cometa apropiindu-se de Pământ până la 0,60 ua, la 17 ianuarie 1919. Johann Franz Encke nota, în acel moment, similitudinile între cometele observate în 1786 (2P/1786 B1), 1795 (2P/1795 V1), 1805 (2P/1805 U1) și aceasta din urmă (2P/1818). Mulțumită calculelor sale, Encke a demonstrat că era vorba de un singur și același obiect cosmic. În 1819 Encke și-a publicat lucrările în revista Correspondance Astronomique și a prezis corect revenirea cometei în 1822.
Cometa a fost reperată la data de 2 iunie 1822 de astronomul australian Charles Rümker, și conform calculelor lui Encke, a trecut la periheliu la 24 mai.
De atunci, Cometa lui Encke a fost observată la fiecare revenire a sa în apropierea Soarelui, cu excepția anului 1944.
Trecerile cometei la periheliu în 1789, 1792, 1799, 1802, 1809, 1812, 1815, când periodicitatea sa nu fusese încă demonstrată, nu au fost observate.
- la 6 august 2010 a fost penultima trecere la periheliu
- la 17 octombrie 2013 se va afla la o distanță de 0,48 UA de Pământ
- la 18 noiembrie 2013 va trece la mai puțin de 0.025 UA de Mercur
- la 10 martie 2017 a fost penultima trecere la periheliu.
- la 25 iunie 2020 a fost ultima trecere la periheliu.
- la 22 octombire 2023 va fi următoarea trecere a cometei Encke la periheliu.

## Ploi de stele căzătoare și evenimentul de la Tunguska
Se crede că această cometă este originea multor ploi de meteori având radiantul în constelația Taurului: Bêta Tauride (în iunie), Tauride și S Tauride (în noiembrie).
Potrivit astronomului slovac Ľubor Kresák, evenimentul de la Tunguska, survenit la 30 iunie 1908, ar putea fi fost provocat de un fragment al cometei Encke.
Jozef Klačka crede că Tauridele și cometa Encke sunt resturi ale unei comete mult mai masive, care s-a dezintegrat în cursul ultimilor 20.000 - 30.000 de ani, spărgându-se în mai multe bucăți.

## Misiunea CONTOUR
Cometa Encke trebuia să fie survolată și analizată de sondă spațială a NASA, CONTOUR, în 2002. Însă o defecțiune tehnică a provocat distrugerea navei, la scurt timp după lansare.